# ВТБ Кубок Льва Яшина
ВТБ Ку́бок Льва Я́шина — ежегодный международный турнир по футболу, который проходит в России. Турнир назван в честь советского вратаря сборной СССР и «Динамо» (Москва) Льва Яшина. Права на название турнира принадлежат банку ВТБ. Бессменным участником турнира является ФК «Динамо» (Москва), за который всю свою карьеру играл Лев Яшин. С 2011 года в турнире принимают участие молодёжные команды.

## Победители
- 1994 —  «Палмейрас»
- 2010 —  «Динамо» (Москва)
- 2011 —  «Фрайбург» (U-21)
- 2012 —  Сборная Мексики (U-20)
- 2014 —  «Динамо» (Москва) (U-21)

## Московский международный турнир памяти Льва Яшина
Регламент турнира: каждый сыграл с каждым один тайм по круговой системе. Победитель определялся по количеству набранных очков.
*Для определения второго призёра потребовалась серия послематчевых пенальти.
| 15 июня 1994 1 матч | «Динамо» (Москва)      | 1:2      | «Палмейрас»                       | Москва                                                |
| | 1:0 Сергей Кирьяков 5′ | Протокол | 1:1 Клебер 36′ · 1:2 Маурильо 40′ | Стадион: Динамо Зрителей: 15 000 Судья: Тарас Безубяк |
| «Динамо» (Москва): Клейменов, Саматов, Ковтун, Шульгин, Смирнов, Чернышов, Клюев, Некрасов, Колыванов, Иванов, Кирьяков. »: Фернандес, Клаудио, Антонио Карлуш, Роберто Карлос, Сезар Сампайо, Клебер, Маурильо, Амарал, Эваир, Эдилсон, Джанкарло. |                        |          |                                   |                                                       |

| 15 июня 1994 2 матч | «Спартак» (Москва) | 0:2 | «Палмейрас»                     | Москва                                                  |
| |                    |     | 0:1 Эваир 15′ · 0:2 Эдилсон 35′ | Стадион: Динамо Зрителей: 15 000 Судья: Сергей Хусаинов |
| «Спартак» (Москва): Стауче, Мамедов, Кульков, Чудин, Сак, Бушманов (Гришин, 17), Канчельскис, Косолапов, Аленичев, Файзулин (Радимов, 19), Мухамадиев. »: Фернандес, Клаудио, Антонио Карлуш (Тоньао, 39), Роберто Карлос, Сезар Сампайо, Клебер, Маурильо (Сорато, 38), Амарал (Макула, 35), Эваир (Джуари, 30), Эдилсон, Джанкарло (Пиро, 43). |                    |     |                                 |                                                         |

| 15 июня 1994 3 матч | «Динамо» (Москва) | 0:0 (3:4 пен.) | «Спартак» (Москва) | Москва                                                      |
| |                   | Протокол |                    | Стадион: Динамо Зрителей: 15 000 Судья: Владимир Овчинников |
| | Пенальти          | |                    |                                                             |
| Александр Смирнов 1:0 · Дмитрий Черышев 2:1 · Олег Саматов 2:1 · Сергей Шульгин 3:2 · Сергей Кирьяков 3:3 · Вагиз Хидиятуллин 3:4 |                   | 0:0 Алексей Косолапов · 1:1 Юрий Сак · 2:1 Дмитрий Аленичев · 2:2 Андрей Тихонов · 3:3 Ильшат Файзулин · 3:4 Евгений Бушманов |                    |                                                             |
| «Динамо» (Москва): Клейменов, Саматов, Ковтун, Шульгин, Смирнов, Худиятуллин, Клюев, Некрасов, Иванов, Черышев, Кирьяков. «Спартак» (Москва): Стауче, Мамедов, Липко, Чудин, Сак, Бушманов, Косолапов, Тихонов, Аленичев, Файзулин, Гришин (Коновалов, 41). |                   | |                    |                                                             |

Примечание: в составе московских клубов выступали также игроки из других команд.

## ВТБ Кубок Льва Яшина

### 2010 год
| 1 июля 2010 1/2 финала | «Динамо» (Москва)                                           | 2:1      | «Динамо» (Минск)     | Химки                                                  |
| | 1:1 Эдгарас Чеснаускис 25′ · 2:1 Кирилл Комбаров 43′ (пен.) | Протокол | 0:1 Антон Путило 15′ | Стадион: Родина Зрителей: 1 500 Судья: Дмитрий Веселов |
| «Динамо» (Москва): Габулов (Шунин, 65), Ковальчик, Епуряну, Колодин, Фернандес (Гранат, 46), К. Комбаров (Самедов, 65), Ропотан, Хохлов (Семшов, 46), Ребко (Смолов, 65), Чеснаускис (Д. Комбаров, 65), Воронин (Кокорин, 46). · «Динамо» (Минск): Горбунов, Крук (Мараховский, 46), Монтаруп (Кондратьев, 44), Веретило, Мартынович, Драгун (Воловик, 72), Страханович, Кисляк (Куган, 79), Путило, Рекиш (Матвеенко, 57), Сазанков (Леандро Рамос, 53). · Гранат (61'), Ковальчик (80'), Самедов (88'). |                                                             |          |                      |                                                        |

| 2 июля 2010 1/2 финала | «Динамо» (Киев)                                                                                  | 4:1      | «Динамо» (Минск)      | Химки                                               |
| | 1:0 Роман Зозуля 23′ · 2:0 Денис Гармаш 39′ · 3:1 Андрей Ярмоленко 85′ · 4:1 Андрей Шевченко 88′ | Протокол | 2:1 Сергей Кисляк 43′ | Стадион: Родина Зрителей: 350 Судья: Алексей Еськов |
| «Динамо» (Киев): Бойко (Кичак, 46), Бетао (Данило Силва, 46), Вукоевич (Маграо, 46), Темиле (Шевченко, 46), Михалик (Хачериди, 46), Гармаш, Еременко (Бертольо, 46), Несмачный, Алмейда, Калитвинцев (Ярмоленко, 46), Зозуля (Милевский, 46). · «Динамо» (Минск): Сулима, Веретило (Кондратьев, 46), Крук, Мараховский, Марсио (Гаврилович, 41), Воловик (Булойчик, 64), Матвеенко, Кисляк (Рекиш, 46), Куган, Джефферсон, Сазанков (Рамос, 45). · Темиле (29'), Шевченко (80') — Мараховский (10'), Марсио (40'), Кисляк (45'). · Мараховский (45'). |                                                                                                  |          |                       |                                                     |

| 3 июля 2010 Финал | «Динамо» (Москва)                                | 2:0      | «Динамо» (Киев) | Химки                                                      |
| | 1:0 Александр Самедов 42′ · 2:0 Игорь Семшов 55′ | Протокол |                 | Стадион: Арена Химки Зрителей: 3 000 Судья: Сергей Карасёв |
| «Динамо» (Москва): Габулов, Ковальчик (Гранат, 61), Епуряну, Фернандес, Колодин, Хохлов, Д. Комбаров (Чеснаускис, 70), Самедов (К. Комбаров, 72), Ропотан (Ребко, 70), Семшов (Кураньи, 80), Воронин (Кокорин, 77). · «Динамо» (Киев): Бойко, Данилу Силва, Бетау (Михалик, 62), Вукоевич, Шевченко (Гармаш, 46), Ярмоленко (Несмачный, 61), Милевский (Зозуля, 46), Бертольо (Темиле, 46), Маграу (Калитвинцев, 76), Еременко (Алмейда, 80), Хачериди. · Маграо (64'). |                                                  |          |                 |                                                            |

### 2011 год
| 15 июля 2011 1/2 финала | «Динамо» (U-21) | 1:3      | ОФК (U-21)                                            | Москва                                                 |
| | 1:3 Куклин 81′  | Протокол | 0:1 Такач 11′ · 0:2 Филипович 50′ · 0:3 Филипович 75′ | Стадион: МСА Динамо Зрителей: 500 Судья: Алексей Сухой |
| «Динамо» (U-21): Генералов, Евсеев, Сергеев, Рыховский (Иванов, 84), Соловьев (Калижанов, 80), Валов, Комисов (Каташевский, 69), Акопян (Бейяз, 70), Соболев (Шпырев, 51), Отставнов (Куклин, 77), Ильин. · ОФК (U-21): Матек, Стоиликович, Бабич, Пьевич, Родич, Павловски (Здоэлар, 59; Дзорич, 85), Бркич, Филипович (Станойевич, 68), Аугусто Кинтеро (Палочевич, 87), Такач (Ненадович, 90), Милич (Богданович, 79). · Сергеев (70'), Валов (81') — Стоиликович (14'), Пьевич (69'), Дзорич (87'). · Стоиликович (55'), Сергеев (83'). · Нереализованный пенальти: Дмитрий Отставнов (15', вратарь). |                 |          |                                                       |                                                        |

| 15 июля 2011 1/2 финала | «Фрайбург» (U-21) | 1:0      | «Эвертон» (U-21) | Москва                                                  |
| | 1:0 Заутнер 25′   | Протокол |                  | Стадион: МСА Динамо Зрителей: 500 Судья: Виталий Мешков |
| «Фрайбург» (U-21): Яагер, Зорг, Лоренцони (Будак, 62), Эндрес, Хён, Лайс (Альбутат, 60), Лиенхард, Заутнер (Кляйн, 78), Азиз Тарек (Цангль, 71), Галлюш, Тедеско (Эзек, 70). · «Эвертон» (U-21): Дэйвис, Браунинг, Бидуэлл, Лэндстрем (Бэрроу, 83), Даффи (Нзиала, 79), Мустафи, Форшоу (Форшоу, 88), Бакстер, Жоао Силва (Хоуп, 67), Веллиос (МакЭлени, 61), Абдуллаев (Гарбутт, 60). · Лиенхард (21') — Веллиос (26'), МакЭлени (87'). |                   |          |                  |                                                         |

| 16 июля 2011 Матч за 3-е место | «Динамо» (U-21) | 0:2      | «Эвертон» (U-21)                                | Химки                                               |
| |                 | Протокол | 0:1 Конор МакЭлени 55′ · 0:2 Конор МакЭлени 79′ | Стадион: Родина Зрителей: 300 Судья: Алексей Еськов |
| «Динамо» (U-21): Пузин, Евсеев, Иванов, Рыховский, Шпырев (Ташаев, 76), Валов (Катрич, 74), Ильин, Акопян (Живоглядов, 64), Соловьев (Хохлов, 78), Отставнов, Куклин (Каташевский, 46). · «Эвертон» (U-21): Дэйвис (Таудал, 46), Браунинг, Гарбатт, Барроу (Бидвелл, 77), Нзиала, Мустафи (Даффи, 46), Абдуллаев (Форрестер, 60), Бакстер, МакЭлени (Хоуп, 80), Жоао Силва (Веллиос, 46), Форшоу (Ландстрэм, 77). · Нзиала (53'). |                 |          |                                                 |                                                     |

| 16 июля 2011 Финал | ОФК (U-21) | 0:6      | «Фрайбург» (U-21)                                                                                                  | Химки                                                    |
| |            | Протокол | 0:1 Абдель Азиз 11′ · 0:2 Тедеско 33′ · 0:3 Цангль 35′ · 0:4 Тедеско 51′ · 0:5 Тедеско 78′ · 0:6 Галлюс 86′ (пен.) | Стадион: Арена Химки Зрителей: 250 Судья: Сергей Карасёв |
| ОФК (U-21): Матек (Купич, 77), Пьевич, Родич, Богдановски (Каранфиловски, 46), Павловски (Палочевич, 55), Бркич, Здоэлар (Дзорич, 46), Филипович (Броджич, 77), Алекси (Станойевич, 46), Бабич, Милич (Такач, 46). «Фрайбург» (U-21): Лиссек, Кляйн, Хён, Хецель, Будак (Лоренцони, 46), Альбутат (Лайс, 66), Цангль, Заутнер (Эндрес, 71), Абдель Азиз (Зорг, 46), Галлюс, Тедеско. |            |          | |                                                          |

### 2012 год

#### Группа «А»
| 12 июля 2012 1 матч | Сборная Мексики (U-20) | 7:0      | «Бешикташ» (U-21)   | Москва                                 |
| | 1:0 Хесус Корона 26′ · 3:0 Хесус Корона 52′ · 4:0 Гонсалес 52′ · 5:0 Эскобоса 82′ · 6:0 Эскобоса 87′ · 7:0 Гальван 90+′ (пен.) | Протокол | 2:0 Кайя 50′ (авт.) | Стадион: Лужники, 7 поле Зрителей: 100 |
| Сборная Мексики (U-20): Санчес, Флорес, Фуэнтес (Абейя), Брисиньо (Марин), Гусман, Тревиньо, Гомес (П.Эрнандес), Лопес (Луна), Буэно (Суньига), Корона (Гальван), Гонсалес (Эскобоса). «Бешикташ» (U-21): Килиджаркхан, Йилдыз, Каабам (Кочаглий), Кайя, Сахин (Инкх), Ак (Келесоглий), Доган, Алтинойя (Текин), Гаглар (Бойоглий), Балабан, Секер (Эрчакир). | |          |                     |                                        |

| 13 июля 2012 3 матч | Сборная Мексики (U-20) | 1:1      | «Малага» (U-21) | Москва                                                        |
| | 1:0 33′                | Протокол | 1:1 77′         | Стадион: Лужники, 7 поле Зрителей: 200 Судья: Дмитрий Веселов |
| Сборная Мексики (U-20): Гурулья, Абейа, Брисиньо, Марин, Б.Эрнандес, П.Эрнандес, Гомес, Луна, Суньига, Гальван, Эскобоса. «Малага» (U-21): Контрерас, Бусто, Лопес, Калеро, Маркес, Бласкес, Морено, Пабло Аннор, Фернандес, Маури, Монтеро. |                        |          |                 |                                                               |

| 14 июля 2012 5 матч | «Бешикташ» (U-21)                | 1:5      | «Малага» (U-21)                                                   | Москва                   |
| | 0:2 26′ (авт.) · 1:5 Балабан 85′ | Протокол | 0:1 Муньос 5′ · 0:3 Гомес 39′ · 0:4 Фернандес 73′ · 0:5 Бусто 76′ | Стадион: Лужники, 7 поле |
| «Бешикташ» (U-21): Демирчи (Килигаркхан), Йилдыз, Инх (Озарслан), Кайя, Кочауглу (Гийоль), Балабан, Доган (Бойоглу), Альтиройя (Ак), Гаглар (Келесоглу), Текин, Секер (Эргакир). «Малага» (U-21): Эскандель, Морено (Бусто), Лопес (Маркес), Кальеро (Бласкес), Муньос, Эспинар (Гонсалес), Вела, Аньор (Фернандес), Гомес, Сантьяго, Монтеро (Маури). |                                  |          |                                                                   |                          |

#### Группа «Б»
| 12 июля 2012 2 матч | «Вест Хэм Юнайтед» (U-21) | 0:2      | «Фрайбург» (U-21)           | Москва                                |
| |                           | Протокол | 0:1 Кнаб 48′ · 0:2 Лаис 56′ | Стадион: Лужники, 9 поле Зрителей: 50 |
| «Вест Хэм Юнайтед» (U-21): Ларкинс, Драйвер, Шоу, Монкур, Уиарен, Ли, Раддок, Пауэлл, МакКаллум, Тургот, Фанимо (Воуз). «Фрайбург» (U-21): Бергдорф, Гопперт, Клеин, Метцгер-Раймондо, Шрауль, Лаис, Русс, Альбутат, Леинхарт (Керк), Кнаб, Гуаида. |                           |          |                             |                                       |

| 13 июля 2012 4 матч | «Динамо» (U-21)                                                                  | 3:1      | «Вест Хэм Юнайтед» (U-21) | Москва                                                          |
| | 1:0 Павел Соломатин 23′ · 2:0 Дмитрий Отставнов 65′ · 3:1 Дмитрий Живоглядов 89′ | Протокол | 2:1 Монкур 79′ (пен.)     | Стадион: Лужники, 9 поле Зрителей: 200 Судья: Вячеслав Харламов |
| «Динамо» (U-21): Генералов, Иванов, Ярмолицкий, Живоглядов (Ежов, 90), Комисов (Акопян, 72), Зобнин, Морозов (Гатагов, 46), Ташаев (Торшенцев, 76), Соломатин, Ильин (Хохлов, 83), Отставнов (Жабкин, 72). · «Вест Хэм Юнайтед» (U-21): Ларкинс, Драйвер (Чеи, 75), Шоу, Чамберс (Иседу, 83), Монкур, Уирен, Воуз, Майлз (Хайнт, 17), Седлер, Тургот (Пауэлл, 69), Фанимо. · Зобнин (12'), Ильин (24') — Воуз (34'), Чамберс (48'). |                                                                                  |          |                           |                                                                 |

| 14 июля 2012 6 матч | «Динамо» (U-21)                                  | 2:0      | «Фрайбург» (U-21) | Москва                   |
| | 1:0 Дмитрий Отставнов 43′ · 2:0 Алан Гатагов 46′ | Протокол |                   | Стадион: Лужники, 9 поле |
| «Динамо» (U-21): Генералов, Иванов, Ярмолицкий (Алаев, 60), Живоглядов, Комисов (Гатагов, 40), Соломатин, Ильин (Хохлов, 64), Отставнов, Ташаев (Торшенцев, 80), Морозов (Ежов, 86), Зобнин (Жабкин, 51). «Фрайбург» (U-21): Зальц, Станко, Гецел, Шульц, Шрауль, Лаис, Тедеско, Гутягр, Тасли, Линхард, Лапревотте. |                                                  |          |                   |                          |

| М | Клуб                   | И | В | Н | П | МЗ | МП | ±М  | О |
| - | ---------------------- | - | - | - | - | -- | -- | --- | - |
| 1 | Сборная Мексики (U-20) | 2 | 1 | 1 | 0 | 8  | 1  | +7  | 4 |
| 2 | «Малага» (U-21)        | 2 | 1 | 1 | 0 | 6  | 2  | +4  | 4 |
| 3 | «Бешикташ» (U-21)      | 2 | 0 | 0 | 2 | 1  | 12 | -11 | 0 |

| М | Клуб                      | И | В | Н | П | МЗ | МП | ±М | О |
| - | ------------------------- | - | - | - | - | -- | -- | -- | - |
| 1 | «Динамо» (U-21)           | 2 | 2 | 0 | 0 | 5  | 1  | +4 | 6 |
| 2 | «Фрайбург» (U-21)         | 2 | 1 | 0 | 1 | 2  | 2  | 0  | 3 |
| 3 | «Вест Хэм Юнайтед» (U-21) | 2 | 0 | 0 | 2 | 1  | 5  | -4 | 0 |

| 15 июля 2012 Матч за 5-е место | «Вест Хэм Юнайтед» (U-21)                                        | 4:0      | «Бешикташ» (U-21) | Москва                                |
| | 1:0 Фанимо 33′ · 2:0 Садлиер 60′ · 3:0 Ллетгет 81′ · 4:0 Шоу 87′ | Протокол |                   | Стадион: Лужники, 7 поле Зрителей: 30 |
| «Вест Хэм Юнайтед» (U-21): Бакстер, Драйвер (Чейе, 62), Шоу, Пауэлл, Сейду, Ли (Уирэн, 45), Раддок, Ллетгет, Садлиер, Воуз (Монкур, 72), Фанимо (Тарготт, 73). · «Бешикташ» (U-21): Килигарслан, Кайя, Кааба, Кочаоглу, Гийоль, Бойоглу (Инх, 44), Доган, Текин (Гаглар, 57), Эргакир (Озарслан, 45; Сахин, 74), Балабан (Ак, 34), Секер (Келесоглу, 59). · Гийоль (50'). |                                                                  |          |                   |                                       |

| 15 июля 2012 Матч за 3-е место | «Фрайбург» (U-21) | 1:0      | «Малага» (U-21) | Москва                                               |
| | 1:0 Линхарт 80′   | Протокол |                 | Стадион: Янтарь Зрителей: 100 Судья: Сергей Кузнецов |
| «Фрайбург» (U-21): Бергдорф, Клеин, Тедеско, Раймондо-Метцгер, Шульц (Шрамль, 77), Станко (Альбутат, 60), Русс (Бикель, 60), Гутягр (Линхарт, 60), Тасли (Керк, 46), Лапревотте, Гуиада (Гопперт, 60). · «Малага» (U-21): Эскандель, Бусто, Кампос (Аньор, 83), Калеро (Муньос, 37), Маркес, Бласкес (Морено, 83), Маури, Фернандес (Эспинар, 32), Гомес (Х.Фернандес, 71), Сантьяго (Монтеро, 46), Гонсалес (Вела, 46). · Клеин (43'), Бергдорф (79'), Бикель (86'), Линхарт (90') — Х.Фернандес (17'), Калеро (34'), Кампос (43'), Бусто (45'), Маркес (73'), Маури (83'). |                   |          |                 |                                                      |

| 15 июля 2012 Финал | «Динамо» (U-21)         | 1:2      | Сборная Мексики (U-20)                     | Москва                                                |
| | 1:2 Павел Соломатин 19′ | Протокол | 0:1 Хесус Корона 3′ · 0:2 Хесус Корона 16′ | Стадион: Янтарь Зрителей: 300 Судья: Алексей Николаев |
| «Динамо» (U-21): Генералов, Евсеев (Морозов, 60), Сергеев, Иванов (Хохлов, 82), Живоглядов, Еремеев (Зобнин, 64), Ташаев (Жабкин, 60), Ильин (Комисов, 60), Соловьев, Отставнов, Соломатин. · Сборная Мексики (U-20): Лахуд, Флорес (Абелья, 32), Брисиньо, Гусман, Тривиньо (Эрнандес, 46), Гомес, Лопес, Буэно (Суньига, 60), Корона (Луна, 85), Марин, Эскобоса (Гонсалес, 46). · Иванов (29'), Отставнов (45'), Еремеев (57') — Флорес (27'), Марин (45'), Гомес (50'), Брисиньо (69'), Эрнандес (82'), Эрнандес (90'), Луна (90+'). |                         |          |                                            |                                                       |

### 2014 год

#### Группа «А»
| 21 июля 2014 1 матч | ОФК (U-21) | 0:2      | «Малага» (U-21)                       | Москва                                           |
| |            | Протокол | 0:1 Виктор Руис 36′ · 0:2 Эрнесто 56′ | Стадион: Лужники, 10 поле Судья: Алексей Матюнин |
| ОФК (U-21): Чупич, Гайевич (Пеличич, 61), Матович, Савич, Мирчетич, Батиница, Секулич (Дуронич, 74), Зарубица (Йешич, 46), Михайлович, Пропадало (Палочевич, 46), Сарайлин (Белич, 46). · «Малага» (U-21): Годино, Иван Родригес, Калеро, Портильо (Кристиан, 51), Виктор Руис (Алберто, 46), Деко (Салеа, 46), Пабло (Пауль, 46), Оскар, Мула (Исмаэль, 64), Эрнесто, Фалу (Дани, 46). · Сарайлин (10'). |            |          |                                       |                                                  |

| 22 июля 2014 2 матч | «Бенфика» (U-21) | 0:1      | ОФК (U-21)      | Москва                                              |
| |                  | Протокол | 0:1 Колович 75′ | Стадион: Лужники, 10 поле Судья: Владимир Сельдяков |
| «Бенфика» (U-21): Сантос, Аморим (Ламейра, 82), Пла, Давидович (Бальде, 69), Валенте, Кошта, Альфаяте, Гашпар, Пинту, Гуедеш, Семедо (Рамос). · ОФК (U-21): Чупич, Савич, Симонович, Матович, Секулич, Колович (Белич, 75), Батиница, Палочевич, Йечич, Дуронич, Чаврич. · Давидович (29'), Пла (63'), Гашпар (85') — Симонович (40'), Савич (60'), Колович (75'). |                  |          |                 |                                                     |

| 23 июля 2014 3 матч | «Малага» (U-21) | 1:3      | «Бенфика» (U-21)                                    | Москва                                           |
| | 1:3 Деко 83′    | Протокол | 0:1 Пла 52′ · 0:2 Аморим 56′ · 0:3 Пинту 73′ (пен.) | Стадион: Лужники, 10 поле Судья: Павел Шадыханов |
| «Малага» (U-21): Аарон, Иван Родригес (Мула, 62), Гарсия, Морено (Алекс Портильо, 46), Лопес (Виктор Руис, 46), Пауль, Пабло (Деко, 46), Исмаэль, Эрнесто (Дани, 62), Педро, Салеа (Фав, 46). · «Бенфика» (U-21): Сантос, Аморим (Ламейра, 71), Пла, Давидович, Валенте, Кошта, Альфаяте, Гашпар, Пинту, Гуедеш (Рамос, 76), Семедо. · Эрнесто (39), Морено (43), Аарон (56), Педро (57), Гарсия (75) — Валенте (39), Пла (43). · Пауль (66) — Кошта (57). |                 |          |                                                     |                                                  |

#### Группа «Б»
| 21 июля 2014 1 матч | «Динамо» (U-21)                                                                       | 3:2      | ПАОК (U-21)                             | Москва                                           |
| | 1:1 Артём Каташевский 20′ (пен.) · 2:2 Александр Моргунов 63′ · 3:2 Руслан Суанов 89′ | Протокол | 0:1 Тсолакидис 7′ · 1:2 Димитриадис 43′ | Стадион: Лужники, 10 поле Судья: Юрий Апонасенко |
| «Динамо» (U-21): Ребриков, Рукас, Иванов, Каляшин, Левин (Суанов, 68), Алтунин (Фарафонов, 73), Каташевский, Моргунов (Обольский, 82), Тащи, Деревягин (Сиднев, 46), Козлов. · ПАОК (U-21): Сойлемезоглу, Топалидис (Касапидис, 87), Поугурас, Васаитис, Цолакидис (Анастасиу, 90), Туманидис (Панатиотидис, 82), Сиракос (Пуфлис, 69), Димитриадис, Какко (Куста, 14), Пиастопулос, Хатцидибас (Целепидис, 54). · Хатцидибас (32'), Васаитис (70'). · Нереализованные пенальти: Владислав Левин (14', вратарь), Джорджевич Какко (25', штанга). |                                                                                       |          |                                         |                                                  |

| 22 июля 2014 2 матч | ЦСКА (U-21) | 0:1      | «Динамо» (U-21)         | Москва                                         |
| |             | Протокол | 0:1 Евгений Козлов 90+′ | Стадион: Лужники, 10 поле Судья: Игорь Федотов |
| ЦСКА (U-21): Помазун, Масютин (Никитин, 69), Дергачев (Гордющенко, 80), Котов, Титов, Середин (Дрюков, 46), Ларионов (Жамалетдинов, 63), Сорокин (Ондуа, 46), Чернов, Георгиевский (Журавлев, 71), Мартусевич. · «Динамо» (U-21): Зириков, Рукас (Климов, 46), Иванов, Каляшин, Горбунов, Алтунин (Могулкин, 46), Каташевский , Моргунов (Обольский, 46), Тащи (Левин, 71), Сиднев, Козлов. · Котов (85') — Горбунов (7'), Могулкин (88'). · Каташевский (41'). · Нереализованные пенальти: Борис Тащи (60', вратарь), Гаэль Белла Ондуа (81', мимо). |             |          |                         |                                                |

| 23 июля 2014 3 матч | ЦСКА (U-21)                                           | 2:1 | ПАОК (U-21)         | Москва                                        |
| | 1:0 Тимур Жамалетдинов 73′ · 2:1 Туманидис 81′ (авт.) |     | 1:1 Димитриадис 77′ | Стадион: Лужники, 10 поле Судья: Роман Чернов |
| ЦСКА (U-21): Злобин, Масютин, Дергачев (Журавлев, 81), Титов (Ондуа, 46), Котов (Никитин, 65), Середин (Дрыков, 46), Ларионов (Жамалетдинов, 35), Сорокин, Чернов, Георгиевский, Мартусевич (Гордюшенко, 54). · ПАОК (U-21): Кутоглидис, Топалидис (Пуфлис, 75), Поугурас, Васаитис, Панаиотидис (Туманидис, 46), Цолакидис, Димиртиадис, Какко (Целепидис, 79), Куста (Сираков, 55), Пиастопулос, Хатцидибас. · Ондуа (52'), Дрыков (90') — Хатцидибас (90'). |                                                       |     |                     |                                               |

| М | Клуб             | И | В | Н | П | МЗ | МП | ±М | О |
| - | ---------------- | - | - | - | - | -- | -- | -- | - |
| 1 | «Бенфика» (U-21) | 2 | 1 | 0 | 1 | 3  | 2  | +1 | 3 |
| 2 | «Малага» (U-21)  | 2 | 1 | 0 | 1 | 3  | 3  | 0  | 3 |
| 3 | ОФК (U-21)       | 2 | 1 | 0 | 1 | 1  | 2  | -1 | 3 |

| М | Клуб            | И | В | Н | П | МЗ | МП | ±М | О |
| - | --------------- | - | - | - | - | -- | -- | -- | - |
| 1 | «Динамо» (U-21) | 2 | 2 | 0 | 0 | 4  | 2  | +2 | 6 |
| 2 | ЦСКА (U-21)     | 2 | 1 | 0 | 1 | 2  | 2  | 0  | 3 |
| 3 | ПАОК (U-21)     | 2 | 0 | 0 | 2 | 3  | 5  | -2 | 0 |

| 24 июля 2014 Матч за 3-е место | «Малага» (U-21)                                   | 3:4      | ЦСКА (U-21) | Москва                                          |
| | 1:1 Мула 9′ · 2:3 Фалу 44′ · 3:4 Гомес 90′ (пен.) | Протокол | 0:1 Святослав Георгиевский 3′ (пен.) · 1:2 Тимур Жамалетдинов 25′ · 1:3 Тимур Жамалетдинов 33′ · 2:4 Астемир Гордюшенко 51′ | Стадион: Лужники, 10 поле Судья: Алексей Еськов |
| «Малага» (U-21): Эскандель, Галар (Калеро, 23), Ганея, Морено, Виктор (Гомес, 46), Деко, Эспинар (Герреро, 46), Эрреро (Родригес, 46), Алехандро, Форналс (Монтеро, 63), Фалу (Лопес, 46). · ЦСКА (U-21): Помазун, Масютин, Дергачев, Котов, Титов (Журавлев, 82), Сорокин (Гордюшенко, 46), Никитин (Улиханов, 86), Жамалетдинов (Ларионов, 48), Ондуа, Георгиевский, Мартусевич. Морено (41'), Деко (78'), Лопес (83') – Мартусевич (50'), Титов (67'). |                                                   |          | |                                                 |

| 24 июля 2014 Финал | «Бенфика» (U-21) | 1:1 (4:5 пен.)                                                                                          | «Динамо» (U-21)        | Москва                                          |
| | 1:0 Нельсон 40′  | Протокол                                                                                                | 1:1 Евгений Козлов 83′ | Стадион: Лужники, 10 поле Судья: Сергей Карасёв |
| | Пенальти         | |                        |                                                 |
| Пинту 0:0 · Буэдес 1:1 · Пла 2:2 · Алфайяте 3:3 · Валенте 4:4 |                  | 0:1 Антон Иванов · 1:2 Евгений Козлов · 2:3 Никита Климов · 3:4 Владислав Левин · 4:5 Николай Обольский |                        |                                                 |
| «Бенфика» (U-21): Сантос, Рамос, Алфайяте, Валенте, Гаспар, Ламейра, Пинту, Аморин, Сеедо, Пла, Гуедес. · «Динамо» (U-21): Зириков, Иванов, Климов, Каляшин, Левин, Горбунов, Моргунов (Могулкин, 76), Суанов (Обольский, 46), Тащи (Фарафонов, 66), Сиднев, Козлов. · Пла (45'), Пинту (45+'), Аморин (26') — Климов (67'), Левин (90+'). · Аморин (88'). |                  | |                        |                                                 |